# Wilhelmine von Bayreuth und ihr orchestre

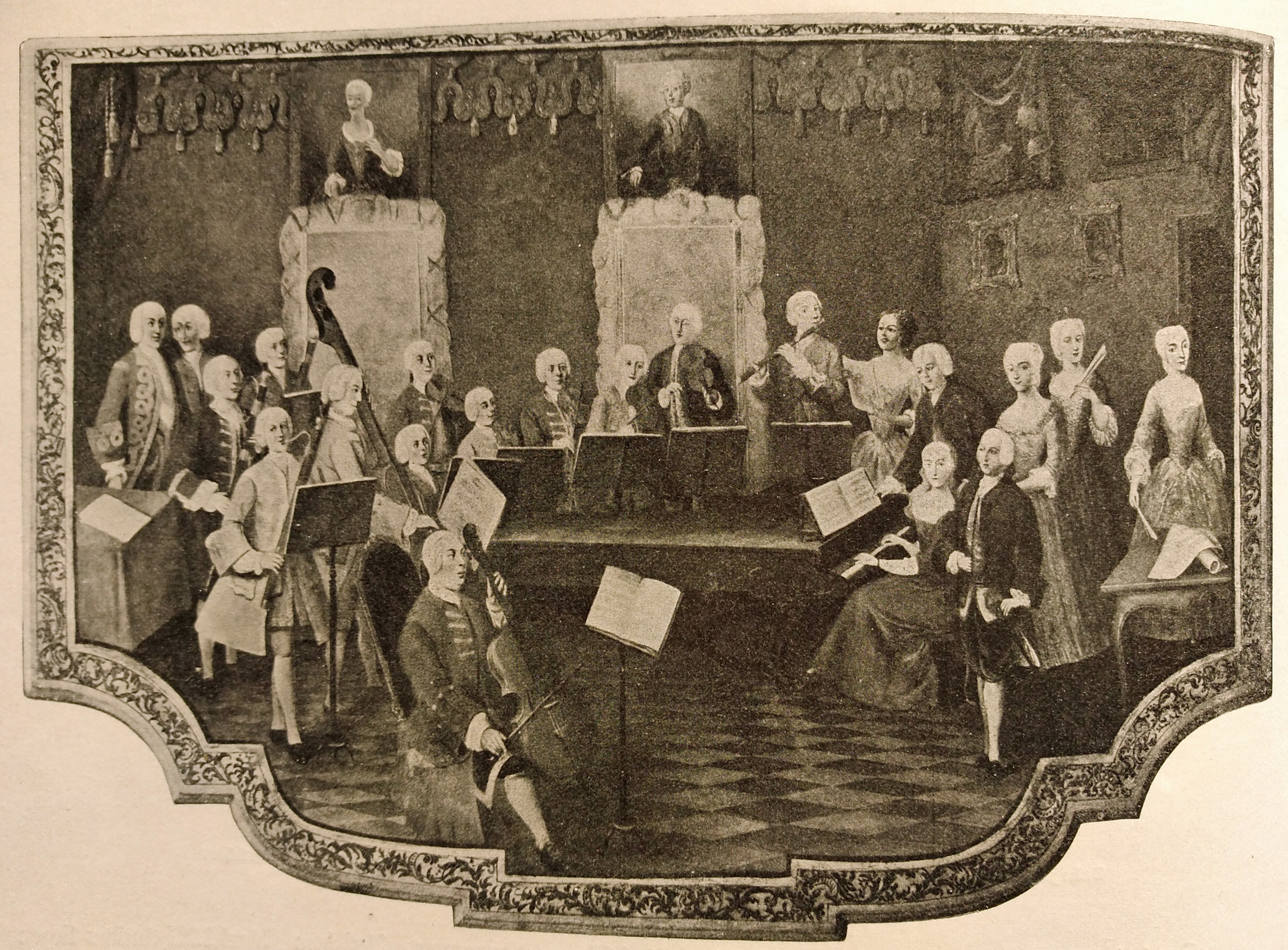
Markgräfin Wilhelmine (1709–1758) und ihr orchestre (1739). Wilhelmine am Cembalo, ihr Mann, Markgraf Friedrich Flöte spielend in der hinteren Reihe

Das in chinesischer Lackkunst (?) auf der Platte eines Wandtisches gemalte Bild (ursprünglich natürlich farbig) hat original keinen Titel. Als rare authentische Darstellung eines Barockorchesters der ersten Hälfte des 18. Jahrhunderts zeigt es Wilhelmine von Bayreuth und ihr orchestre. Das von drei vergoldeten Beinen gestützte Möbelstück mit dieser Orchesterdarstellung war ein Geschenk Wilhelmines für den Musiksaal ihres Bruders Kronprinz Friedrich in Rheinsberg, in den Jahren, als sich die Geschwister eigene Hofstaaten einrichteten. Bis zum Zweiten Weltkrieg im Hohenzollernmuseum Berlin ausgestellt, ist es seit Kriegsende verschollen und nur noch ein Schwarzweißfoto davon erhalten.

## Zum Bild

### Historischer Hintergrund
Frisch verheiratet mit Erbprinz Friedrich von Brandenburg-Bayreuth war die preußische Prinzessin Wilhelmine 1732 aus Berlin in die Fränkische Residenz Bayreuth gekommen, wo sie 1735 Markgräfin wurde. 1737/38 begann sie mit der Gründung eines Hoforchesters in Bayreuth, mit dem sie in der Nebenresidenz Erlangen erste Opernaufführungen realisierte. In einem Begleitbrief zu ihrem Geschenk an ihren Bruder Kronprinz Friedrich betont sie, das Gemälde stelle ihren „kleinen hiesigen Parnaß“ dar, obwohl er dieses Namens „noch nicht würdig sei“.
Im Orchester sitzen Musiker, die sie in Bayreuth bereits antraf, als auch Musiker, die sie neu engagierte.

### Musiker in Aktion
Die 4-stimmige Streichergruppe – Violine I und II, Bratsche, Violoncello/Kontrabass – zeigt im Ansatz die zur Aufführung barocker Bühnenwerke nötige chorische Besetzung. Der Generalbass, Grundlage im Barockorchester, wird von Violoncello und Violone gebildet, dem so genannten „Continuo“, wobei der extrem lange Hals des Kontrabasses (Violone) auffällt, der hier mit „Obergriff“ der Bogenhand bespielt wird, wie sein zu erkennender rechter Handrücken zeigt. Eine klanglich differenzierte Generalbass-Begleitung kann, dem Bilde nach, von drei Fagotten (auf der linken Seite) verstärkend oder solistisch ausgeführt werden. Das Cembalo, das mit seinen mitlaufenden Akkorden die harmonische Klangstütze gibt, wird hier von Wilhelmine selbst gespielt.
Auffällig: Den Mittelpunkt des Bildes bildet das Notenbuch des Cellisten, auf dem über doppelten Notenlinien-Systhemen ein Titel (auf dieser unzureichenden Foto-Wiedergabe sehr schwach) zu erahnen ist. Etwas deutlicher ist der Eindruck eines Musiktitels beim Notenbuch des Kontrabassisten (das ja oktavierend mit dem des Cellisten gleichläuft), wo bei weitgehender Vergrößerung immerhin ein doppelstrichiger Initialbuchstabe „A“ zu verifizieren ist. Dies und der Proben-Zusammenhang des Bildes ergeben offenbar den Titel von Wilhelmines Oper Argenore, die fürs nächste Jahr (1740) geplant ist.
Trotz fotografischer Verkleinerung und trotz bedauernswerter Ermangelung der Farben fällt des (unbekannten) Malers differenzierte Charakterisierung der Musizierenden auf.
Der Cellist schaut konzentriert zur Leiterin am Cembalo, die das „orchestre“ im Tutti zu einer aus den Noten singenden Solistin anführt, während Markgraf Friedrich (links neben dieser) mit obligater Flöte die Melodien umspielt. Vier Notenpulte für sechs hohe Streicher sind auf dem geschlossenen Deckel des Cembalos (oder knapp davor?) deponiert, die anderen Musiker spielen vor Stehpulten. Ein Umblätterer steht rechts neben der Cembaloklaviatur und verharrt konzentriert mitlesend, die Notenseite griffbereit haltend. Hinter ihm zwei Hofdamen und rechts dahinter eine auf ihren Auftritt wartende weitere Sängerin, vor sich die Noten auf dem Tisch. Im Gegensatz zu ihrer singenden, schwarzhaarigen Kollegin tragen die Damen Perücken. Die Sängerinnen können in dieser Probe die hohen Stimmen der männlichen Kastraten ersetzen, die erst im folgenden neuen Jahr erwartet werden. Dass es sich um eine Probe zur Oper Argenore der Komponistin Wilhelmine handelt, die ein neues „Theatre de l’opera“ am Geburtstag ihres Mannes im Mai 1740 einweihen soll, ergibt sich aus dem Briefwechsel der Geschwister. Die festlichen Verzierungen der Türöffnungen im Proberaum (?) dürften bereits auf dieses Ereignis hinweisen.

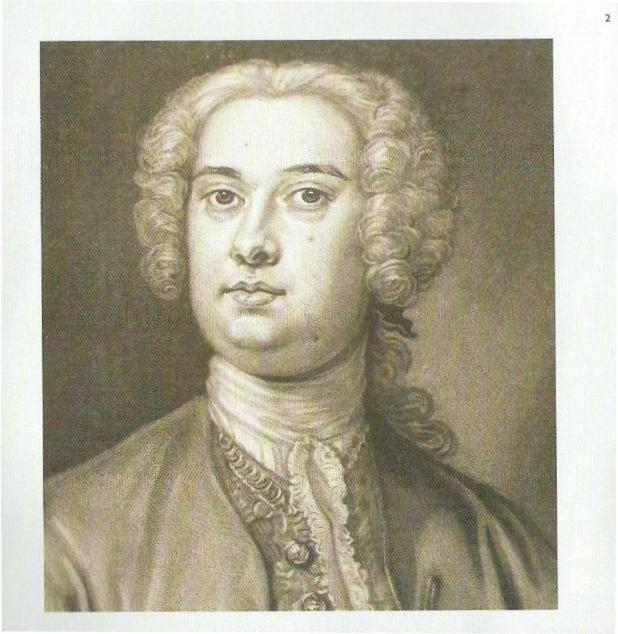
Der italienische Kastrat Giovanni Carestini (laut Hofkalender 1739 zu den Vocalisten gehörend)

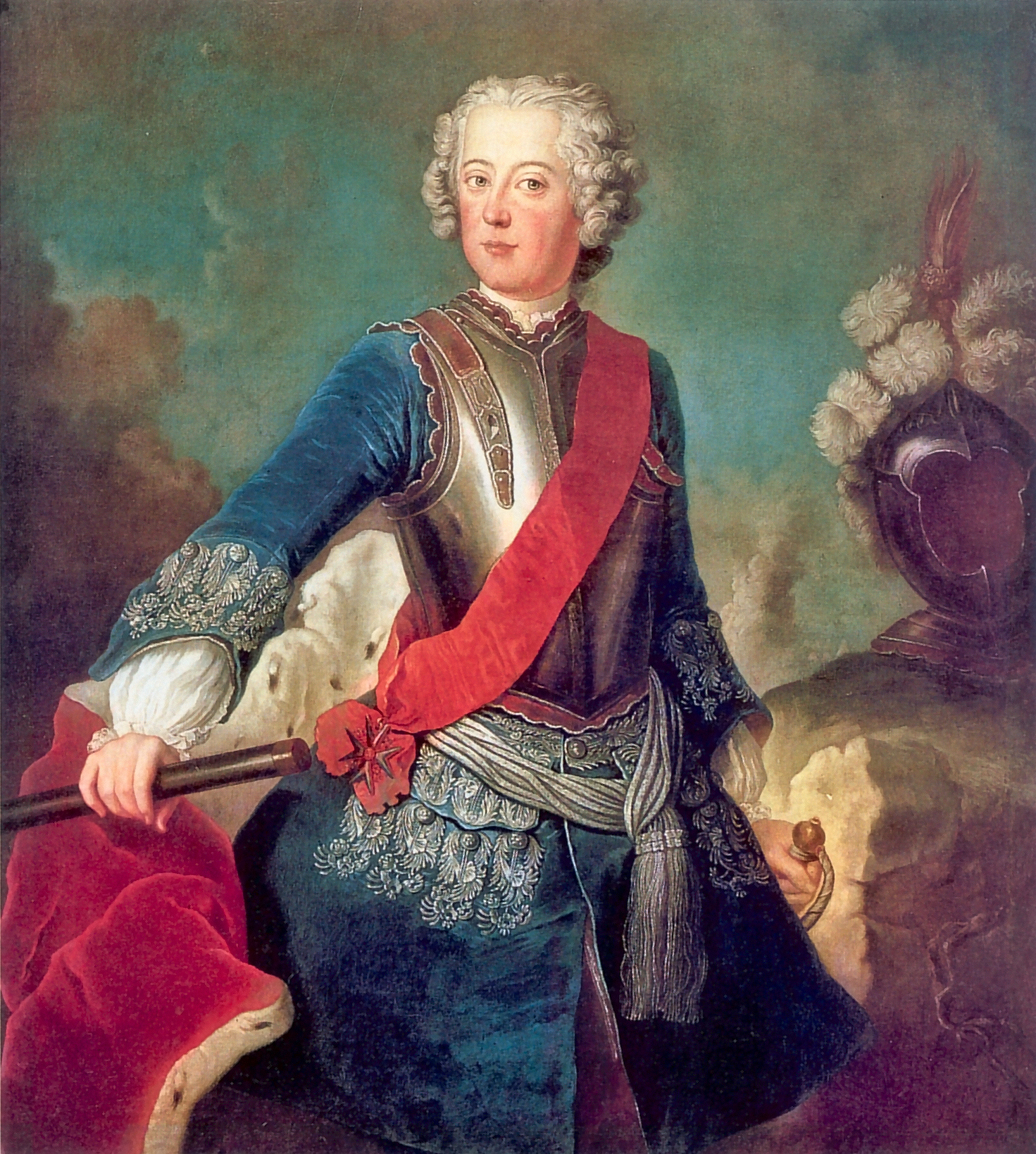
Kronprinz Friedrich II., Porträt von Antoine Pesne, 1736

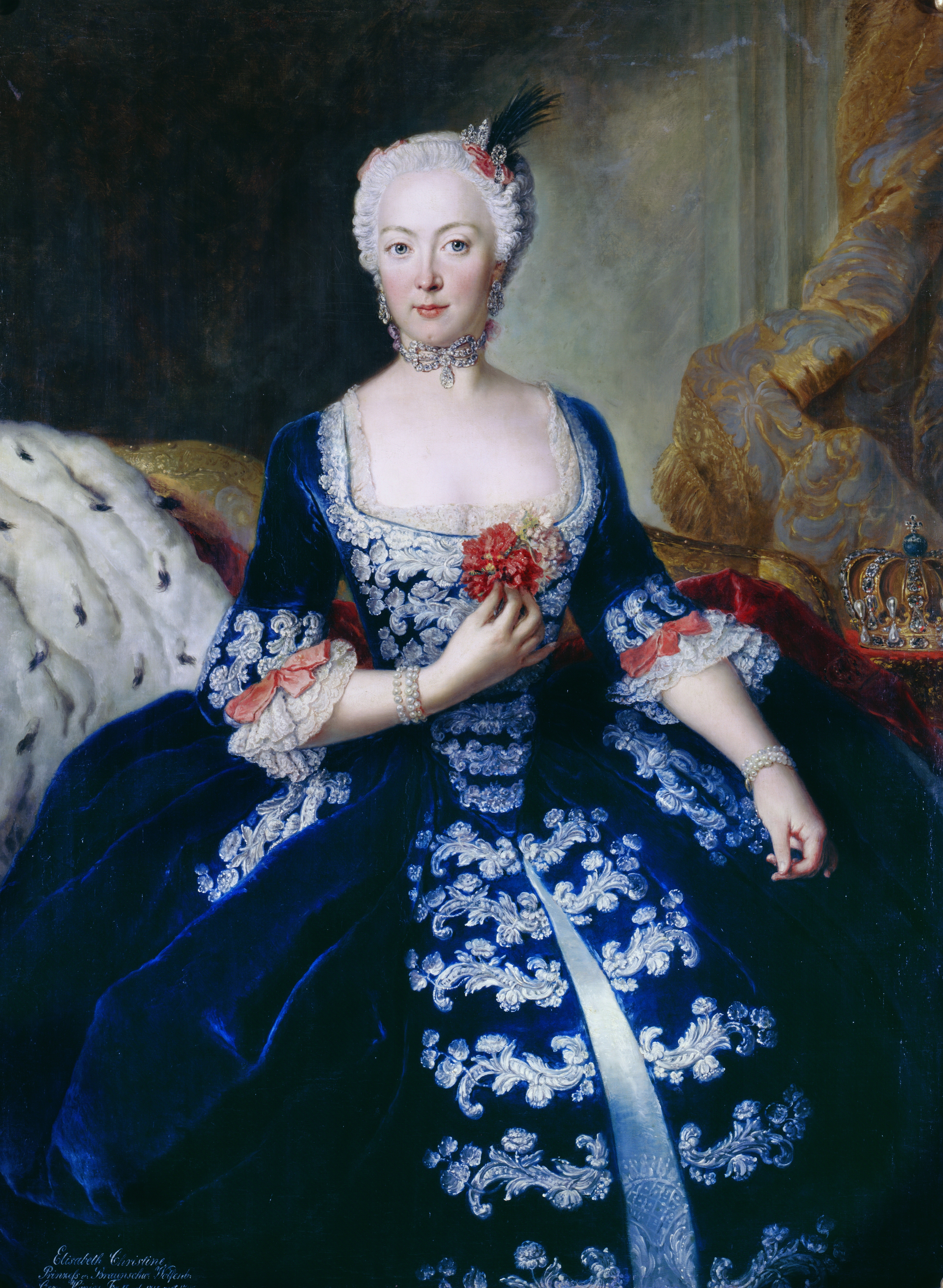
Kronprinzessin Elisabeth Christine, Porträt von Antoine Pesne um 1739

Das Gemälde zeigt nicht nur das Bayreuther Markgrafenpaar in Aktion, sondern präsentiert auch die Adressaten dieser Bild-Botschaft, Kronprinz Friedrich und seine Frau, als Supraporten über den Türen nach Porträts von Antoine Pesne. Im Vordergrund vor Wilhelmine posiert ein Gast mit Degen, als ob er gerade angekommen sei. Das dürfte ein „Neuengagierter“, der Italiener sein, der Wilhelmine von „mehreren Personen von Ruf“, darunter Opernkomponist Johann Adolph Hasse, als „sehr großer Musiker“ empfohlen wurde, der Sänger Giovanni Carestini, der hier bei der Probe zuhört. Er ist als Solist im Hochfürstlich Brandenburgisch-Culmbachischen Addreß-und Schreib-Calender 1739 (für 1740) namentlich aufgeführt; Nicht unwesentlich als Beweis für den berühmten Sänger Carestini ist hier die Darstellung der Physiognomie und Kleidung des Gastes, die → Carestinis Porträt ähneln.
Alle Mitwirkenden hier sind in festlicher Robe und alle, einschließlich der beiden sich unterhaltenden „Hofbeamten“ an der linken Seite des Bildes, tragen Perücke (wie erwähnt), nur die singende Solistin, die ihr schwarzes Haar zeigt (→ Italienerin), „fällt aus der Rolle“, ebenso übrigens Wilhelmine (?).
Wie Wilhelmine dem Bruder im angegebenen Brief schreibt, beruht das Bild auf ihrem eigenen Entwurf.
Bruder Friedrich reagierte auf dieses Bildgeschenk mit einem Gedicht:
Dies Werk, schöner als Indiens Lackarbeit

Stellt dich und deiner Nympfen Schar

Und den Parnass, wo du gebietest, dar.

Apoll in aller seiner Herrlichkeit

Verblasst vor Dir, wie vor der Wahrheit Lichte.

Die Lüge wird zunichte.
Die mythischen Bezeichnungen Parnass und Apollo weisen auf den künstlerischen Geschmack der Geschwister im Rokoko.

### Geschichte
In den Jahren ab etwa 1736 richteten sich die Geschwister Wilhelmine in Bayreuth und Kronprinz Friedrich II. in Rheinsberg eigene Hofstaaten ein und machten sich gegenseitig Geschenke für ihre Wohnungen. Im Februar 1736 wünschte Wilhelmine ein Porträt ihres Bruders Friedrich, als Kniestück und von der Hand Antoine Pesnes. Friedrich kam dem Wunsch nach, obwohl er sich ungern malen ließ, und das Bild konnte noch im Jahr 1736 nach Bayreuth geschickt werden. In original chinesischer Lackmalerei hatte Bruder Friedrich Wilhelmine bereits ein vierteiliges Wandbild geschenkt, das bis heute im Japanischen Cabinett der Bayreuther Eremitage erhalten ist und ein Beispiel für die farbliche Wirkung dieser Malerei gibt. Für Wilhelmine hatte inzwischen eine produktive Opernphase begonnen.
Im Oktober 1739 übersandte Wilhelmine, wohl als verspäteten Dank für die Geschenke und ein eigens für sie inzwischen von Friedrich komponiertes Konzert, den Lacktisch nach Rheinsberg, dessen Gemälde ihre Oper Argenore ankündigt. Der Kunsthistoriker Paul Seidel beschrieb diesen Tisch erstmals Ende des 19. Jahrhunderts im Jahrbuch der Königlich Preussischen Kunstsammlungen. Richard Fester veröffentlichte das Tisch-Bild dann im Hohenzollern-Jahrbuch 6 (1902). Nach Fester war das Möbel im Hohenzollernmuseum ausgestellt, ohne dass dort die Bayreuther Herkunft ersichtlich war. Er lokalisierte den „lacquirten Tisch“ nach einem Inventar von 1742 ins „rote Zimmer“ der Kronprinzessin Elisabeth Christine im Rheinsberger Schloss. Auf die Maltechnik nach der jahrtausendalten chinesischen Mal-Tradition ging Fester nicht ein.

## Einzelfiguren

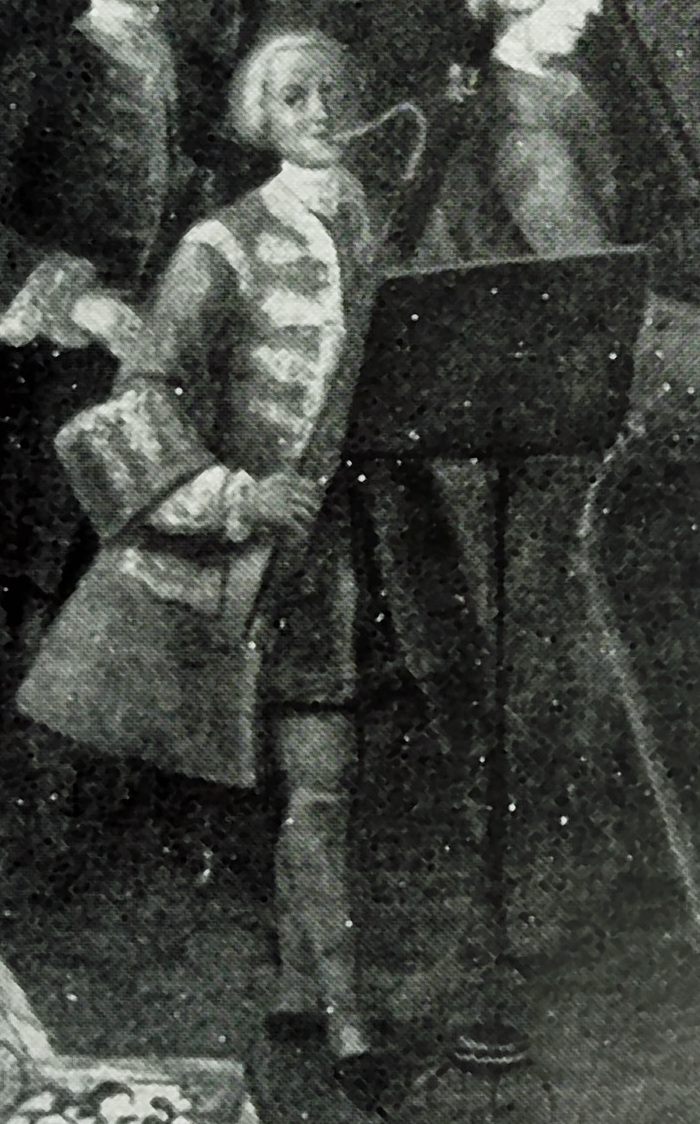
Vorderer Fagottspieler (Solist?)
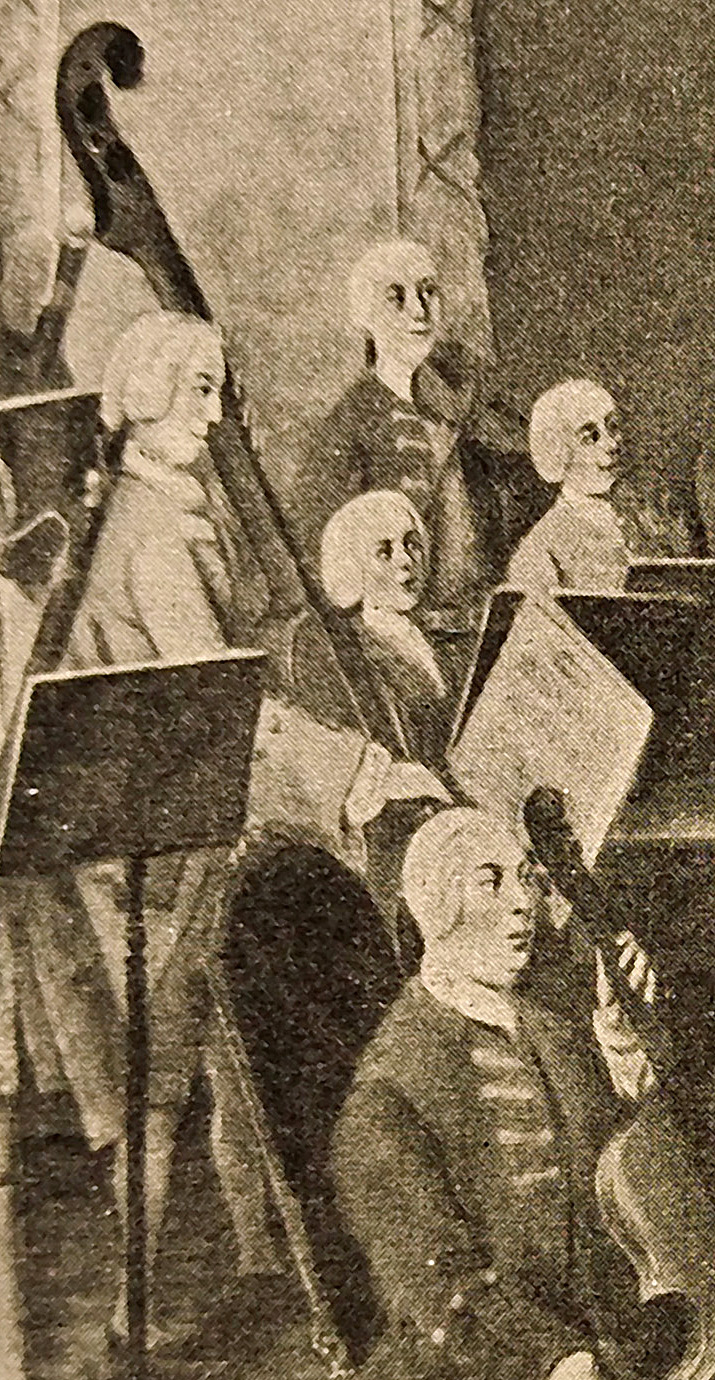
Kontrabassspieler bzw. Violonist; extrem langer Hals des Instruments
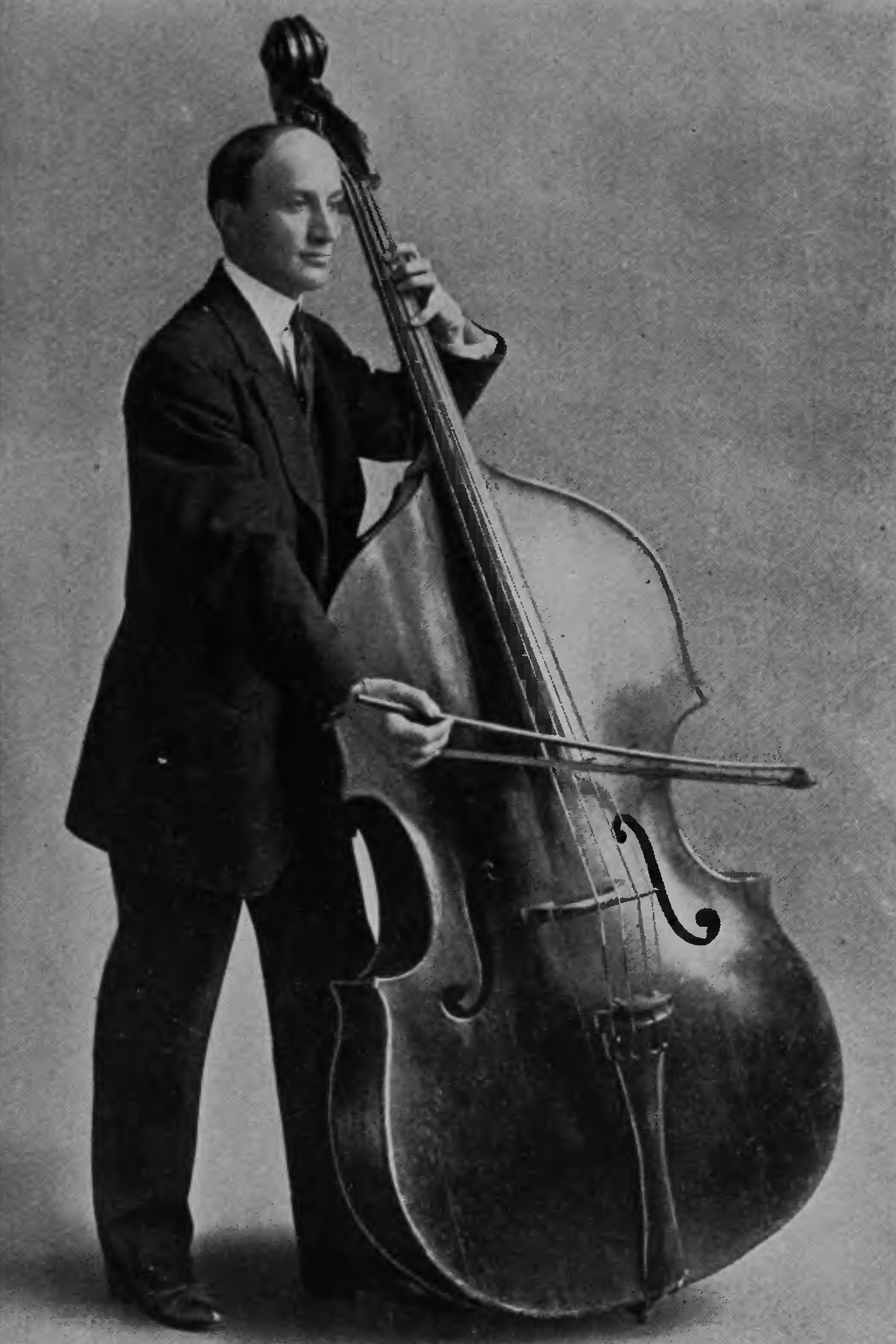
Zum Vergleich: Kontrabassspieler 1917 (Umberto Buldrini; 1879–1942), Solo-Kontrabassist der New Yorker Philharmoniker (1917)
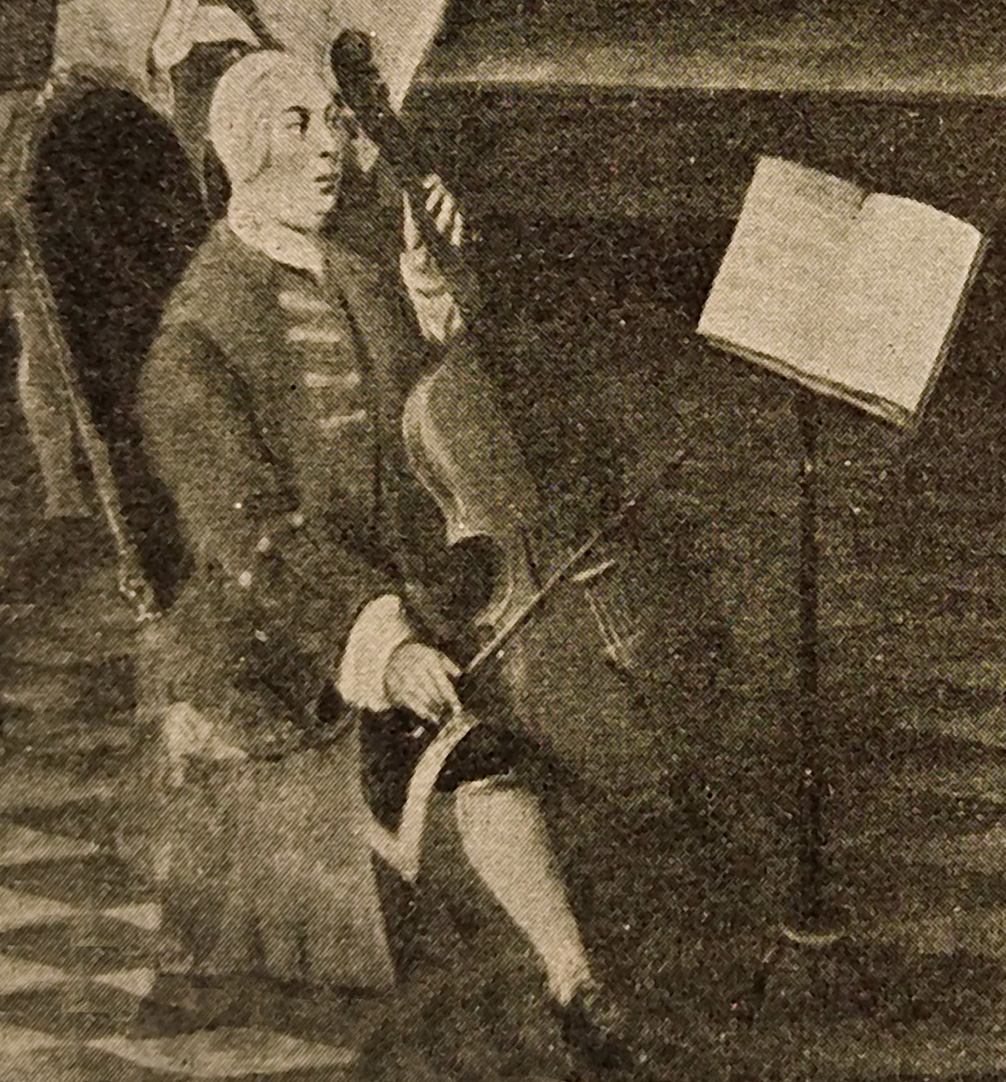
Cellospieler mit Knietuch wie damals bei der Gambe üblich
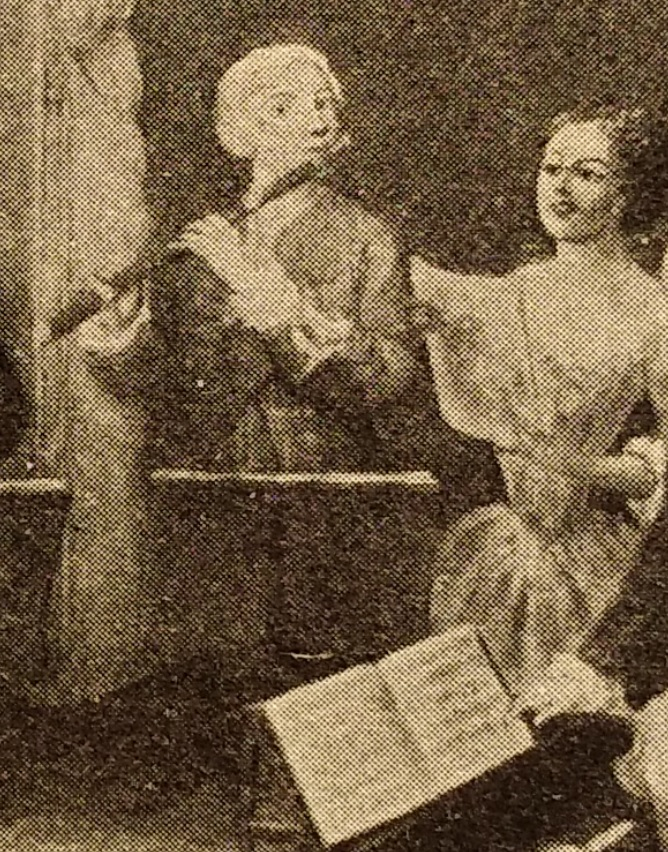
Markgraf Friedrich mit Flöte und schwarzhaariger Sängerin
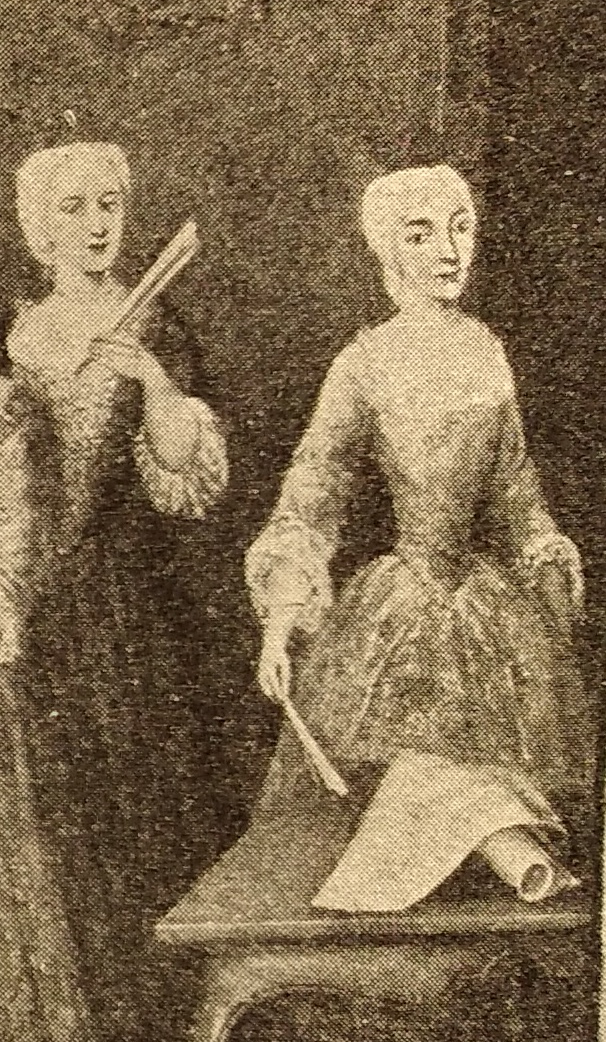
Auf den Auftritt wartend